# 2 Dywizja Strzelców (RFSRR)
2 Dywizja Strzelców  – związek taktyczny Armii Czerwonej okresu wojny polsko-bolszewickiej. 
W lipcu 1920 wchodziła w skład 16 Armii, następnie w skład 3 Armii.
13 maja 1920 pułki 2 i 10 DS zostały pokonane przez oddziały polskie pod Hłybowem.
29 lipca 1920 razem z 10 i 57 DS wzięła udział w szturmie twierdzy brzeskiej. 1 sierpnia 1920 dywizja liczyła w stanie bojowym - piechoty 4500 żołnierzy. Na uzbrojeniu posiadała 99 ciężkich karabinów maszynowych i 32 działa. 
W nocy z 21 na 22 września 1920 pięć pułków 2 DS zostało rozbitych, kiedy to oddziały polskiej 3 Dywizji Piechoty Legionów przez zaskoczenie zaatakowały bolszewickie zgrupowanie między Dniestrem a Prypecią.
Od 24 września 1919 do 3 sierpnia 1920 dywizją dowodził Roman Łągwa.